# Kenny Washington
Kenny Washington (Staten Island, 1958. május 29. –) amerikai dzsesszdobos, énekes. Testvérbátyja  Reggie Washington nagybőgős.
A The High School of Music & Art-on tanult, ahol 1976-ban diplomázott. Ronnie Mathews, Lee Konitz, Betty Carter, Johnny Griffin, Dizzy Gillespie, Clark Terry, George Cables, Benny Goodman, Lionel Hampton, Ahmad Jamal, Phil Woods és mások együtteseiben volt partner.

## Lemezek

### Albumok
- 2014: New Beginnings
- 2015: Real
- 2017: Moanin': Live at Jazzhus Montmartre

### Együttes
Dizzy Gillespie
- To Bird with Love: Live at the Blue Note
- Bird Songs: The Final
- To Diz with Love: Diamond Jubilee